# Chaetopteryx atlantica
Chaetopteryx atlantica är en nattsländeart som beskrevs av Malicky 1975. Chaetopteryx atlantica ingår i släktet Chaetopteryx och familjen husmasknattsländor. Inga underarter finns listade i Catalogue of Life.